# Kung Fu Mama
Kung Fu Mama (en chino: 山東老娘; conocida en Hispanoamérica como La Reina del karate) es una película de acción de 1972 escrita por Chun Ku  y dirigida por Lung Chien. La película fue estrenada el 1972 en los cines de Hong Kong.

## Sinopsis
Una anciana madre viaja a Shanghai para buscar a sus hijos desaparecidos. Para ganarse la vida, actúa como artista callejera con sus nietos. Ella descubre que Lin Hie, jefe de la Concesión Francesa de Shanghai, mató a su hijo y tiene cautiva a su hija.
Entonces, ella quiere matar al líder de la pandilla;

## Reparto
- Hsien Chin-Chu: la reina del karate
- Jimmy Wang Yu: Ma Yung-Chen
- Zhang Qingqing
- Kang Kai
- Tzu Lan
- Lung Fei: el chefe de la pandilla
- Tang Chin
- Tian Ye
- Jin Dao
- Zhou Gui
- Huang Long
- Shan Mao